# Ryoff Karma
Ryofu Karma (呂布カルマ, nascido em 7 de janeiro de 1983) é um japonês rapper. Ele também é destacado como talento e crítico. Ele tem um histórico como ator e dublador.
Sua característica como rapper é sua força nas batalhas de rap. Para mais detalhes, leia a seção "Avaliação".
Ele também é uma personalidade popular da TV. Em 2023, ele apareceu em 156 programas de televisão..
Ele forneceu rap para muitos comerciais e apareceu neles pessoalmente. O comercial mais famoso é o "Tolerant Rap (寛容ラップ)", produzido pela AC Japan (Advertising Council) em 2022..
Ryoff tem a aparência de um Yakuza.. Este comercial apresentou Ryoff fazendo rap gentilmente para uma senhora idosa.. Este comercial ganhou muitos prêmios em 2022..
Ryoff também é ativo como crítico. Existem duas áreas de crítica nas quais ele se especializou. Resenha de fotos de modelos femininas vestindo maiôs,críticas de mangá.Existem muito poucas pessoas além dele que se dedicam a avaliar modelos femininas usando trajes de banho. Ryoff se formou no Departamento de Ilustração de uma universidade de arte.. Ele vê os corpos dos modelos de trajes de banho como arte. Durante a universidade, ele aspirava a se tornar um artista de mangá.. Ele é habilidoso em desenhar e criar mangás, razão pela qual muitas vezes trabalha em críticas e promoções de mangás.
Ryoff não tem um site oficial e compartilha informações no X (Twitter).. Suas declarações são frequentemente provocativas.. Ele frequentemente discute com pessoas comuns nas redes sociais..
Em setembro de 2024, Ryoff criticou o projeto da Estação Koiyamagata, uma estação ferroviária na província de Tottori. Muitos japoneses criticaram os comentários de Ryoff. No entanto, o governador da província de Tottori acolheu favoravelmente os comentários de Ryoff. As empresas ferroviárias também acolheram bem os comentários de Ryoff. Isso ocorre porque a “Estação Koiyamagata” atraiu a atenção devido aos comentários de Ryoff. A Prefeitura de Tottori e a companhia ferroviária lançaram imediatamente uma campanha. Este evento mostra que Ryoff está influenciando a sociedade através das redes sociais.

## Avaliação
Ele é considerado o "mais forte" nas batalhas de rap. Muitos jornais, programas de TV e revistas o avaliaram como o mais forte. A tabela abaixo resume suas avaliações por vários meios de comunicação.
| Mídia                                      | Descrição                                                                       |
| ------------------------------------------ | ------------------------------------------------------------------------------- |
| Fuji-TV                                    | O rapper mais forte, Ryoff Karma                                                |
| Jornal Esportivo HOCHI                     | O rapper mais forte, Ryoff Karma                                                |
| Forbes JAPAN                               | Conhecido como o rapper mais forte                                              |
| Tokai-TV                                   | O rapper mais forte do Japão, Ryoff Karma                                       |
| Fuji-TV 'Mezamashi 8'                      | Ryoff Karma, ativo como um dos principais rappers do Japão                      |
| AbemaTV ‘Unificação do Freestyle do Japão’ | O rapper ativo mais forte                                                       |
| Tokyo-TV                                   | Rei dos rappers, Ryoff Karma                                                    |
| Da Vinci Web                               | Um dos rappers mais fortes ativos, exibindo uma força incomparável em batalhas. |
| Town News                                  | Um dos principais rappers do Japão                                              |
| Real Sound                                 | O rapper ativo mais forte, Ryoff Karma                                          |
| BOOK Watch                                 | Um dos rappers representativos do Japão, Ryoff Karma                            |
| News Crunch                                | Um dos rappers que representam o hip-hop japonês                                |
| UNIVERSITY of CREATIVITY (Hakuhodo)        | O rapper representante do Japão, Ryoff Karma                                    |
| SPORTS BULL                                | Conhecido como o rapper ativo mais forte em batalhas                            |

A série "Nikkei MJ" do Jornal Econômico do Japão (Nihon Keizai Shimbun) destacou as conquistas dos rappers japoneses. A reportagem afirmou: "Rappers carismáticos como R-Shitei(ja:R-指定 (ラッパー)) e Ryoff Karma começaram a aparecer com frequência na mídia.".
O rapper SKRYU venceu várias competições, incluindo a ‘SENGOKU MC BATTLE’. Em uma entrevista com uma revista semanal feminina, SKRYU disse: "No futuro, quero me tornar uma estrela de TV como R-Shitei e Ryoff Karma.".

## Atividades de Talento
Ele se destacou como uma personalidade de TV em 2023. Naquele ano, apareceu na televisão 156 vezes e ficou em 8.º lugar na lista de "Talentos Revelação de 2023".
Por que ele é popular como personalidade de TV? Aqui estão as razões.
- Aparência Única: Ele se parece com um Yakuza japonês à moda antiga.[31]
- Sentido de Humor: Sua forma de falar é como a de um comediante.[32]
- Mesmo quando faz declarações extremas, ninguém fica chateado: Ele é ótimo para programas de debate.[33]
- Polidez: Ele trabalhou como funcionário de uma empresa comum até os 33 anos. Ele também tem dois filhos.[34]
- Ele é rapper: É raro rappers aparecerem em programas de televisão japoneses.[30]
- Educado: Ele se formou em uma universidade de artes.[5]
- Capacidade para Lidar com Temas Difíceis: Ele apresenta um programa de rádio semanal com acadêmicos.[35]

Uma das personalidades de TV mais populares no Japão é Matsuko Deluxe. A mídia comparou Ryoff a Matsuko Deluxe, dizendo que "Ryoff pode se tornar como Matsuko Deluxe."
Matsuko é um crossdresser gay que ganhou popularidade no mundo underground. Ryoff compartilha duas características com Matsuko: uma aparência distinta e um histórico underground.
Conforme Ryoff ganhou popularidade, também aumentou o número de pessoas que não gostavam dele. No primeiro semestre de 2023, ficou em terceiro lugar no ranking de “personalidades da TV cuja popularidade aumentou, mas não são aceitas”